# Nyborg Færgehavn Station
Nyborg Færgehavn Station var en jernbanestation i Nyborg. Den var sidste station inden togene kørte ombord på Storebæltsoverfarten.
Stationen lukkede i 1997, hvor Storebæltsforbindelsen åbnede.
Den sidste station før Storebælt har siden da været Nyborg Station, der blev anlagt i forbindelse med den faste forbindelse. Den tidligere station i byen, Nyborg H, er i dag omdannet til boliger.
55°18′19″N 10°47′43″Ø / 55.3054°N 10.7954°Ø
| Jernbane | Spire Denne jernbaneartikel er en spire som bør udbygges. Du er velkommen til at hjælpe Wikipedia ved at udvide den. |